# Pałacyk Elektrowni Łódzkiej
Pałacyk Elektrowni Łódzkiej – budowla znajdująca się przy ulicy Gdańskiej 107 w Łodzi. Budynek wpisany jest do rejestru zabytków pod numerem A/86 z 20 stycznia 1971 r.

## Historia
Willa została wybudowana w latach 1911–1912 z inicjatywy petersburskiego Towarzystwa Elektrycznego Oświetlenia, według projektu Dawida Lande. Towarzystwo, które w latach 1906–1907 wybudowało pierwszą łódzką elektrownię miejską, przeznaczyło willę na mieszkanie jej dyrektorów.
Od 1960 roku w budynku mieścił się pałac ślubów dla dzielnicy Polesie. Od roku 1994 willą zarządzał Uniwersytet Łódzki – początkowo umieszczono w niej Katedrę Badań Niemcoznawczych Wydziału Studiów Międzynarodowych i Politologicznych, a od 2008 mieściła się tu Katedra Dziennikarstwa i Komunikacji Społecznej Wydziału Filologicznego. W 2014 roku uczelnia opuściła budynek. W budynku od pewnego czasu znajduje się Konsulat Honorowy Republiki Albanii.

## Opis
Bryła budynku nieregularna, co podkreślone zostało przylegającą do niej wieżą. Łączy w sobie elementy secesyjne i modernistyczne. Okna są trójdzielne o łuku półokrągłym, okienka poddasza eliptyczne.
Częściowo jest zachowany pierwotny wystrój wnętrz.